# Podochilus intricatus
Podochilus intricatus là một loài thực vật có hoa trong họ Lan. Loài này được Ames miêu tả khoa học đầu tiên năm 1913.